# Джо д’Амато
Аристид Массачези (итал. Aristide Massaccesi; 15 декабря 1936 — 23 января 1999), более известный под псевдонимом Джо д’Амато (англ. Joe D'Amato) — итальянский режиссёр, продюсер, оператор и сценарист. Работал в таких жанрах как: военные фильмы, спагетти-вестерны, пеплум, фантастика — больше всего известен по фильмам ужасов, эротики и порнографии.
Д’Амато работал в 1950-х годах в качестве электрика и фотокорреспондента, в 1960-х годах в качестве оператора, а с 1969 года вплотную занимался кинематографом. Начиная с 1972 года, он снял около 200 фильмов под многочисленными псевдонимами, регулярно выступая также в качестве кинооператора. Начиная с начала 1980-х годов, Д’Амато продюсировал многие из своих собственных фильмов, а также фильмы других режиссёров через компании, которые сам основал или стал соучредителем, самой известной из которых была Filmirage. С 1979 по 1982 год и с 1993 по 1999 год Д’Амато также спродюсировал и снял около 120 порнофильмов.
Среди его наиболее известных фильмов для взрослых — пять фильмов в серии «Чёрная Эммануэль» с участием Лауры Гемсер (1976—1978) и порнографические фильмы ужасов «Порнохолокост» (1981) и «Эротические ночи живых мертвецов» (1980). В жанре ужасов он прежде всего запомнился по фильмам «За пределами тьмы» (1979) и «Антропофаг» (1980), получившим культовый статус, а также «Абсурд» (1981).

## Биография

### Ранние годы
Джо д'Амато родился 15 декабря 1936 года в Риме (Италия). Его отцом был Ренато Массаччези, который после несчастного случая на корабле стал инвалидом войны и начал работать в Istituto Luce в Риме сначала электриком, ремонтируя генераторы, оставленные армией Соединенных Штатов на итальянской киностудии «Чинечитта», а затем в качестве фототехника. В 1950 году, в возрасте 14 лет, Д'Амато вместе со своими братьями Карло и Фернандо стал помогать своему отцу на работе.

### Карьера
С кино Джо познакомился благодаря отцу, который работал электриком на студии. Джо д’Амато начал свою карьеру в 1961 году оператором камеры. В 1972 начал снимать свои фильмы, но продолжая работать оператором для других режиссёров. Во второй половине 70-х пытался извлечь выгоду из успешного фильма «Эммануэль», снимая эротику с похожим названием. В 80-х создал свои самые известные фильмы: «Антропофаг», «Антропофаг 2» и «За пределами тьмы». Потом работал в Доминиканской республике над фильмами для взрослых. Из 12 фильмов, снятых д'Амато в 1978 и 1979 годах, 9 были сняты в Доминиканской Республике. Впервые д'Амато отправился в Санто-Доминго в мае 1978 года для съёмок эротического фильма ужасов «Папайя, богиня любви каннибалов» (Papaya, Love Goddess of the Cannibals). Он вернулся туда в сентябре, чтобы снимать фильм «Tough to Kill». 
Вернувшись в Италию, продолжил снимать подобные фильмы. Некоторое время обладал собственной кинокомпанией. До своей смерти в 1999 году продолжал снимать порно. 
Умер 23 января 1999 года в Монтеротондо, Италия, на своей вилле от сердечного приступа. Его последним фильмом был фильм для взрослых «Showgirl» (1999), снятый по мотивам «Шоугёлз» Пола Верховена (1995). 

## Избранная фильмография
| Название                | Год  | Оригинал                          |
| ----------------------- | ---- | --------------------------------- |
| Тортуга                 | 1998 | I predatori delle Antille         |
| Фатальное обольщение    | 1997 | La iena                           |
| Женская тюрьма          | 1996 | Penitenziario femminile           |
| На краю лезвия          | 1994 | Sul filo del rasoio               |
| Женщина с Уолл-стрит    | 1990 | High Finance Woman                |
| В поисках чудо-меча     | 1990 | Quest For The Mighty Sword        |
| Объект желания          | 1989 | Blue Angel Cafe                   |
| Зомби 5: Птицы-убийцы   | 1987 | Killing birds — uccelli assassini |
| Монастырь греха         | 1986 | La monaca del peccato             |
| Порнохолокост           | 1981 | Porno Holocaust                   |
| Антропофагус 2          | 1981 | Rosso sangue                      |
| Антропофагус            | 1980 | Antropophagus                     |
| За пределами тьмы       | 1979 | Buio Omega                        |
| Проституция             | 1978 | La via della prostituzione        |
| Эммануэль на Востоке    | 1976 | Emanuelle nera: Orient reportage  |
| Герои в аду             | 1973 | Eroi all’inferno                  |
| Смерть улыбается убийце | 1973 | La morte ha sorriso all’assassino |